# YTN 선거개표방송
《YTN 선거방송》은 대한민국의 YTN에 방송한 선거 특집 프로그램이다. (YTN 24)

## 변천사
- 95지방선거 (1회 지선)
- 96총선 (15대 총선)
- 97대선 (16대 대선)
- 98지선 (2대 지선)
- 2000총선 (16대 총선) (2000년 4월 13일)
- 2002지선 (3회 지선) (2002년 6월 13일)
- 2002대선 (18대 대선) (2002년 12월 19일)
- 2004총선 (17대 총선) (2004년 4월 15일)
- 2006지선 (4회 지선) (2006년 5월 31일)
- 2007대선 (19대 대선) (2007년 12월 19일)
- 2008총선 (18대 총선) (2008년 4월 9일)
- 2010지선 (5회 지선) (2010년 6월 2일)
- 2012총선 (19대 총선) (2012년 4월 11일)
- 2012대선 (18대 대선) (2012년 12월 19일)
- 2014지선 (6회 지선) (2014년 6월 4일)
- 2016총선 (20대 총선) (2016년 4월 13일)
- 2017대선 (19대 대선) (2017년 5월 9일)
- 민심 2018 (7회 지선) (2018년 6월 13일)
- 민심 2020 (21대 총선)  (2020년 4월 15일)
- 민심 2022 (20대 대선) (2022년 3월 9일)
- 민심 2022 (8회 지선) (2022년 6월 1일)
- 민심 2024 (22대 총선) (2024년 4월 10일)
- 대선2025 우리의 선택 (21대 대선) (2025년 6월 3일)

## 같이 보기
- 선거
- 투표